# Ковни, Саймон
Саймон Ковни (ирл. Síomón Ó Cómhanaigh, англ. Simon Anthony Coveney; род. 16 июня 1972, Корк, Ирландия) — ирландский политик, член партии Фине Гэл, министр иностранных дел (2017—2022), министр обороны (2014—2016 и 2020—2022).

## Биография
Родился 16 июня 1972 года в семье Хью Ковни, который в 1980-е и 90-е являлся депутатом Палаты представителей Ирландии от партии Фине Гэл. Саймон Ковни сначала учился в средней школе в родном Корке, затем — в престижном католическом колледже Клонгоуз Вуд в графстве Килдэр, откуда его исключили на четвёртом курсе. Позднее окончил университет со степенью бакалавра наук по сельскому хозяйству и землепользованию. В 1998 году после смерти своего отца прервал кругосветное благотворительное путешествие на яхте, выставил свою кандидатуру в его округе на дополнительных выборах и одержал победу. Не занимая видных парламентских должностей, в 2002 году сумел сохранить свой мандат по итогам выборов, оказавшихся неудачными для его партии, потерявшей 23 места.

### Начало политической карьеры
В 2004—2007 годах являлся депутатом Европейского парламента, где состоял во фракции Европейской народной партии, являясь её координатором в проблемах прав человека (дважды готовил ежегодный доклад Европарламенту по данному вопросу).
Вернувшись в Ирландию, на всеобщих выборах 2007 года вновь был избран в Дойл Эрен и отказался от своего европейского мандата. В 2000-е представлял прессе политику партии в области транспорта и связи, в 2010 году поддерживал Ричарда Братона в его неудачной попытке занять место лидера Фине Гэл Энды Кенни.

### В правительстве Энды Кенни
Парламентские выборы 2011 года принесли победу Фине Гэл, и 9 марта 2011 года Ковни получил портфель министра сельского хозяйства в правительстве Энды Кенни.
11 июля 2014 года в дополнение к своей должности назначен министром обороны.
6 мая 2016 года вступил в должность министра жилищного хозяйства, планирования, общин и местного самоуправления.

### В первом правительстве Варадкара
2 июня 2017 года проиграл Лео Варадкару выборы лидера партии.
13 июня 2017 года назначен заместителем лидера Фине Гэл.
14 июня 2017 года вступил в должность министра иностранных дел и торговли в правительстве Варадкара.
30 ноября 2017 года назначен заместителем премьер-министра в дополнение к своим обязанностям министра иностранных дел.

### В правительстве Мартина
8 февраля 2020 года по итогам парламентских выборов в своём многомандатном округе Корк Саут-Сентрал вновь стал обладателем одного из четырёх мандатов, получив 16,32 % голосов первого предпочтения и оставшись по итогам семи этапов подсчёта бюллетеней на третьем месте.
27 июня 2020 года сформировано коалиционное правительство Фианна Файл и Фине Гэл во главе с лидером Фианна Файл Михолом Мартином, в котором Ковни в дополнение к имеющемуся у него портфелю министра иностранных дел получил должность министра обороны.

### Во втором правительстве Варадкара
17 декабря 2022 года при формировании второго правительства Варадкара получил портфель министра предпринимательства, торговли и занятости.

## Личная жизнь
В 2008 году женился на бывшей однокласснице Рут Фёрни (Ruth Furney), в их семье появились три дочери.